# Leptothorax silvestrii
Leptothorax silvestrii är en myrart som först beskrevs av Santschi 1911.  Leptothorax silvestrii ingår i släktet smalmyror, och familjen myror. Inga underarter finns listade i Catalogue of Life.